# Das Schneckenhaus
 Das Schneckenhaus ist ein Fernsehfilm des Regisseurs Florian Schwarz mit Andrea Sawatzki und Laura-Charlotte Syniawa in den Hauptrollen. Gedreht wurde 2006 in Frankfurt und Umgebung, erstmals ausgestrahlt wurde der Film am 31. Oktober 2007 in der ARD.

## Handlung
Die Idylle der Kleinfamilie Giano wird jäh zerrissen, als bei einem Autounfall der Vater Manuel ums Leben kommt und seine Tochter Laura erblindet. Katharina Giano, die mit ihrer pubertierenden Tochter ein schwieriges Verhältnis verbindet, zieht ein Jahr später in ein Haus in Frankfurt, auf Vermittlung von Tom Wagner, einem Freund der Familie. Zunächst entwickelt sich die Situation positiv, Katharina freundet sich mit dem Nachbarn Bator an, während Laura Jon kennenlernt. Auch die anderen Nachbarn wie Dr. Bator und Rita machen einen positiven Eindruck. Eines Tages hört Katharina aus der Nebenwohnung ein merkwürdiges Geräusch. Sie geht daraufhin hinüber und findet Rita blutig dort liegen. Schnell rufen die Bewohner Hilfe und kümmern sich um Rita, die jedoch am nächsten Tag wieder völlig gesund in ihrer Wohnung erscheint.

## Kritik
Die Internetplattform IMDb bewertete den Film mit 6,4 / 10 Punkten. Zuschauer loben die tolle Bildgestaltung, die „gewagte Story“, und die Tatsache, dass der Film den Mittelpunkt zwischen Drama und Horror finde. Sie kritisieren jedoch, der Film sei nicht der Kategorie „sehr spannend“ zuzuordnen und die Dialoge seien ausbaufähig.

„Ein unheimliches, packendes Drama ohne billige Effekthascherei im Stil des Nicole-Kidman-Gruselfilms 'The Others'“

„Behäbiger (Fernseh-)Mystery-Thriller um ein geheimnisvolles Haus und dessen Bewohner auf den Spuren von Roman Polanskis Rosemaries Baby.“